# Rana kobai
Espèce
Rana kobai est une espèce d'amphibiens de la famille des Ranidae.

## Répartition
Cette espèce est endémique des îles Amami dans l'archipel Nansei au Japon. Elle se rencontre à Amami-Ōshima, à Kakeromajima et à Tokunoshima.

## Description
Les mâles mesurent de 32 à 41 mm et les femelles de 35 à 46 mm.

## Étymologie
Cette espèce est nommée en l'honneur de Kazuo Koba.

## Publication originale
- Matsui, 2011 : On the brown frogs from the Ryukyu Archipelago, Japan, with descripitons of two new species (Amphibia, Anura). Current Herpetology, vol. 30, p. 111-128 (texte intégral).